# Pietra di Coyolxauhqui

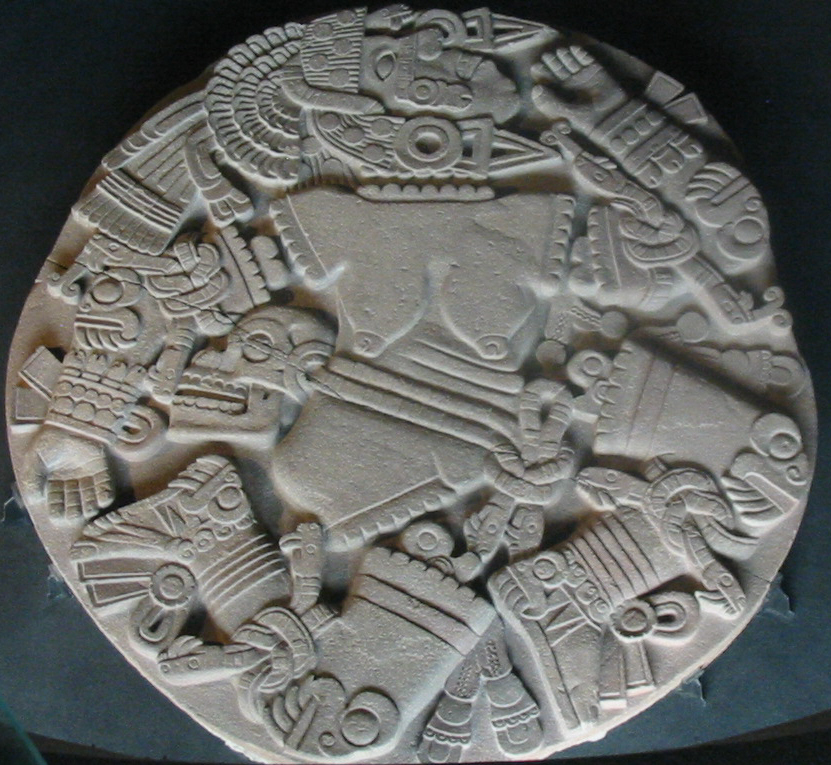
La pietra di Coyolxauhqui, scoperta il 21 febbraio 1978 presso il Templo Mayor

La pietra di Coyolxauhqui è una pietra azteca scolpita, raffigurante la dea Coyolxauhqui smembrata e decapitata. Fu scoperta il 21 febbraio 1978 all'interno del sito del Templo Mayor di Tenochtitlán, nell'attuale Città del Messico.